# John Scales
John Robert Scales est un footballeur anglais né le 4 juillet 1966 à Harrogate. Il évoluait au poste de défenseur central.

## Carrière
- 1984-1985 : Leeds United  Angleterre
- 1985-1987 : Bristol Rovers  Angleterre
- 1987-1994 : AFC Wimbledon  Angleterre
- 1994-1996 : Liverpool  Angleterre
- 1996-2000 : Tottenham Hotspur  Angleterre
- 2000-2001 : Ipswich Town  Angleterre[1]

## Palmarès
- 3 sélections et 0 but avec l'équipe d'Angleterre en 1995
- Vainqueur de la Coupe d'Angleterre (FA Cup) en 1988 avec Wimbledon
- Vainqueur de la League Cup en 1995 avec Liverpool puis en 1999 avec Tottenham